# George W. Streepy Stadion
George W. Streepy Stadion is een voetbalstadion in Paramaribo, Suriname. Het is de thuisbasis van de jongerencompetitie van de Surinaamse Voetbal Bond (SVB) en wordt beheerd door de jeugdvoetbalafdeling van de SVB. Het stadion heeft een capaciteit van 3.000 mensen. Het George W. Streepy Stadion bevindt zich in het zuidwesten van Paramaribo aan de Rode Kruislaan. 

## Geschiedenis
Het stadion is vernoemd naar de voormalige directeur van de Surinaamse Aluminium Company. Het George Streepy Stadium werd op 17 december 1966 geopend aan de Rode Kruislaan. De eerste wedstrijd in het stadion was het jeugdteam van Paramaribo versus het jeugdteam van de districten. De scheidsrechter voor deze wedstrijd was S. Reemet, met grensrechters R. Vyent en R. Redmond. De wedstrijd eindigde in een 3-3 gelijkspel. De raad van bestuur bestond in 1966 uit voorzitter J. Gersie, secretaris A. Hoost en Frits Juda als directeur van de competitie. André Kamperveen, R. Belgrave, Mouke Pool en G. Lichtveld waren de commissarissen. Op dat moment was de Surinaamse voetbalbond alleen verantwoordelijk voor het systeem van de jongerencompetitie, dat in 1965 het hele jeugdsysteem in heel het land overnam. De eerste jeugdteams die huurders werden van het George Streepy Stadium waren Coronie Boys, Jai-Hind, Leo Victor, Robinhood, Nautico, Transvaal, Tuna en Voorwaarts. De eerste Junior League-kampioenen waren Transvaal (1966), Tuna (1967) en Voorwaarts (1968). 